# Charlotte-Amélie de Hesse-Cassel
Titres
Reine consort de Danemark et de Norvège
9 février 1670 – 25 août 1699
(29 ans, 6 mois et 16 jours)
Princesse héritière consort de Danemark et de Norvège
25 juin 1667 – 9 février 1670
(2 ans, 7 mois et 15 jours)
Reine douairière de Danemark et de Norvège
25 août 1699 – 27 mars 1714
(14 ans, 7 mois et 2 jours)
Charlotte-Amélie de Hesse-Cassel (en allemand : Charlotte Amalie von Hessen-Kassel), née le 27 avril 1650 à Cassel (landgraviat de Hesse-Cassel) et décédée le 27 mars 1714 à Copenhague (royaume de Danemark et de Norvège), est reine consort de Danemark et de Norvège en tant qu'épouse du roi Christian V de Danemark.

## Biographie
Fille du landgrave Guillaume VI de Hesse-Cassel et de son épouse Edwige-Sophie de Brandebourg, elle épouse le 25 juin 1667 le prince Christian de Danemark, qui devient roi en 1670. Ils ont sept enfants :
- Frédéric (11 octobre 1671 – 12 octobre 1730) ;
- Christian-Guillaume (1er décembre 1672 – 25 janvier 1673) ;
- Christian de Danemark (1675-1695) (en) (25 mars 1675 – 27 juin 1695) ;
- Sophie-Hedwige de Danemark (28 août 1677 – 13 mars 1735) ;
- Charles de Danemark (en) (26 octobre 1680 – 8 juin 1729) ;
- Christiane-Charlotte (17 juillet 1683 – 17 juillet 1683) ;
- Guillaume (21 février 1687 – 23 novembre 1705).

Princesse de confession protestante réformée (calviniste) elle négocie avant son mariage avec Christian V, lui-même protestant luthérien de pouvoir professer librement sa foi. Elle fait construire en 1667 l'église réformée de Copenhague, qui accueille des réfugiés allemands, néerlandais et français huguenots, dont sa cousine Charlotte-Amélie de La Trémoille.

## Titres et honneurs

### Titulature
- 27 avril 1650 — 25 juin 1667 : Son Altesse la princesse Charlotte-Amélie de Hesse-Cassel
- 25 juin 1667 — 9 février 1670 : Son Altesse royale la princesse héritière consort de Danemark et de Norvège
- 9 février 1670 — 25 août 1699 : Sa Majesté la reine de Danemark et de Norvège
- 25 août 1699 — 27 mars 1714 : Sa Majesté la reine douairière de Danemark et de Norvège

### Armes et monogramme

Armoiries de la princesse de Charlotte-Amélie.
Monogramme de la reine Charlotte-Amélie.

## Hommage
Charlotte-Amélie, capitale des îles Vierges des États-Unis, est nommé en son honneur.